# Невадо Трес Крусес
Nevado Tres Cruces е планина в Планинската верига Анди. Тя има, два високи върха. Това са Трес Крусес Сур – 6749 m и Трес Крусес Сентрал – 6629 m.